# The Snuts
The Snuts sind eine schottische Indie-Rock-Band aus Whitburn. Bekannt wurden sie 2021 mit ihrem Debütalbum W. L., das Platz 1 der britischen Charts erreichte.

## Bandgeschichte
Die vier Jugendfreunde Jack Cochrane, Joe McGillveray, Callum Wilson und Jordan Mackay aus Whitburn gründeten die Snuts als Teenager und traten in ihrer Heimat in West Lothian auf. 2016 nahmen sie erste Demosingles auf und 2017 veröffentlichten sie ihre erste EP Matador in Eigenregie. Der Singlehit Seasons und ihr Bühnenerfolg verhalfen ihnen 2019 zu einem Vertrag mit dem Label Parlophone. Mit ihrer ersten Label-EP Mixtape schafften sie im Frühjahr 2020 ihre erste Chartplatzierung in den UK-Charts.
Ein Jahr später erschien ihr Debütalbum W. L., die Abkürzung für Whitburn Loopy, die Bezeichnung für eine umtriebige Jugendgruppe in ihrer Heimatstadt. Es stieg auf Platz 1 der Charts ein und übertraf in der Veröffentlichungswoche das Album des internationalen Stars Demi Lovato.

## Diskografie
Alben
- 2017: The Matador (EP)
- 2020: Mixtape EP
- 2021: W. L.
- 2021: W. L. (Live from Stirling Castle)
- 2022:  Burn the Empire
- 2024: Millennials

Lieder
- 2016: Glasgow (Demo)
- 2016: Proper (Demo)
- 2016: Sing for Your Supper (Demo)
- 2018: Seasons
- 2018: Manhattan Project
- 2019: All Your Friends
- 2019: Maybe California
- 2019: Juan Belmonte
- 2020: When I Was Your Man
- 2020: Fatboy Slim
- 2020: Coffee & Cigarettes
- 2020: Summer in the City
- 2020: Elephants
- 2020: That’s All It Is
- 2020: Always
- 2021: Somebody Loves You